# Xak Tsaroth
Xak Tsaroth es una ciudad en ruinas del mundo ficticio de Krynn, de la serie de novelas de Dragonlance. 
Se ubica en el este del continente de Ansalon y antiguamente fue una ciudad importante, pero tras el Cataclismo quedó reducida a ruinas. Su nombre significa "agujero oscuro".
En un principio, las ruinas fueron habitadas por enanos gully, pero después se convirtió en un asentamiento de las tropas de Takhisis, la Reina de la Oscuridad (la eterna enemiga del bien), que envió a un dragón negro, Khisanth, a custodiarla.
Posteriormente, tras enfrentarse el grupo de  Tanis el semielfo a los draconianos y demás enemigos que lo habitaban, fue vuelto a ocupar por los enanos gully.
- Datos: Q9096503